# Supinum
Supinum – forma czasownika występująca w stosunkowo niewielu językach, która wyraża pewną celowość, zwykle w połączeniu z czasownikami ruchu (w prasłowiańskim i staro-cerkiewno-słowiańskim tylko po nich). Języki słowiańskie utraciły w zasadzie konstrukcję supinum poza nielicznymi (wspomnianymi niżej) wyjątkami, w języku polskim w podobnej konstrukcji celowej używa się bezokolicznika: przyjechałem (przybyłem, przyszedłem itp.) na wieś odpocząć, tzn. „aby odpocząć, dla odpoczynku, w celu odpoczynku, na odpoczynek”.
Supinum występuje też w języku szwedzkim, gdzie służy przede wszystkim do tworzenia czasów przeszłych teraźniejszo-przeszłego (perfekt) i zaprzeszłego (pluskvamperfekt) razem z posiłkowym har/hade (ter./przeszł.; ozn. również „mieć”, sup. haft); mimo iż szwedzki dysponuje imiesłowem czasu przeszłego, nie jest on wykorzystywany do tworzenia tych czasów złożonych (zob. supinum w języku szwedzkim).

## Przykłady
- Łacina: forma supinum jest jedną z form podstawowych czasownika, tworzy się od niej wszystkie formy perfecti passivi i plusquamperfecti passivi. Z punktu widzenia gramatyki opisowej jest to rzeczownik odsłowny o odmianie ułomnej: ma tylko dwa przypadki (z sześciu), to znaczy accusativus (biernik) i ablativus. Accusativus supini postawiony przy czasownikach oznaczających ruch wyraża cel czynności, np. veni rogatum, „przyszedłem zapytać”; ablativus supini występuje głównie przy przymiotnikach, np. difficile dictu, „rzecz trudna do powiedzenia”[3].
- Język staro-cerkiewno-słowiański: supinum kończyło się na -tъ: Ne minte, jako pridъ razoritъ zakona li prorokъ, ne pridъ razoritъ, nъ isplъnitъ (Mt 5, 17; „nie myślcie, że przyszedłem, aby rozwiązać [burzyć] zakon [prawo] lub proroków; nie przyszedłem, aby rozwiązywać, lecz wypełniać”).
- Język dolnołużycki: formę supinum tworzy się poprzez zamianę końcowego -ś, -ć bezokolicznika na -t (Źi knigły tam donjast!; bezok. kupowaś, sup. kupowat; bezok. źěłaś, sup. źěłat), gdy bezokolicznik kończy się na -c, dodaje się t (bezok. woblac, sup. woblact).
- Język słoweński: formę urabia się od bezokolicznika - odcina się kończące go i, np. bezok. spati, sup. spat; bezok. speči, sup. speč (Pojdi z menoj na morje veslat).
- Język czeski: bezokolicznik może kończyć się na -ti lub -t – przypuszcza się, że forma -t pochodzi z supinum (gdyby pochodziła od -ti, t pozostałoby miękkie, jak w języku słowackim); ponadto występuje zwrot jdu spat, „idę spać”, podczas gdy bezokolicznik brzmi spát(i) (zmiana iloczasu).
- Język litewski: supinum tworzy się od tematu bezokolicznika za pomocą końcówki -tų, np. Jis išėjo medžiotų, „Poszedł polować”; współcześnie występuje tylko w niektórych gwarach wschodnioauksztockich, w języku literackim jest zastępowane bezokolicznikiem.